# Mimang
Pour plus de détails, voir Fiche technique et Distribution.
Mimang (hangeul : 미망 ; RR : Mimang ; litt. « Veuve ») est un film sud-coréen réalisé par Kim Tae-yang et sorti en 2023. Il s'agit du premier long métrage du réalisateur.
Il est présenté en avant-première mondiale au Festival international du film de Toronto 2023.

## Synopsis
Ce film comprend trois histoires, avec les mêmes acteurs, qui ont également pour titre original et identique 미망 (Mimang), mais accompagné de différents caractères chinois :
1. 미망 迷妄 (« Illusion ») : un homme tombe sur une femme à tout hasard dans le quartier de Jongno.
2. 미망 未忘 (« Inoubliable ») : un homme et une femme se rencontrent dans un théâtre à Séoul
3. 미망 彌望 (« Optimiste ») : un homme et une femme se retrouvent aux funérailles d'un ami.

## Fiche technique
Sauf indication contraire ou complémentaire, les informations mentionnées dans cette section peuvent être confirmées par la base de données KMDb
- Titre original : 미망
- Titre international : Mimang
- Réalisation et scénario : Kim Tae-yang
- Musique : Kim Tae-san
- Décors : Kim Nam-sook
- Costumes : n/a
- Photographie : Kim Jin-hyeong
- Son : Kim Ju-hyeon, Kim Jun-yong et Yang Hye-jin
- Montage : Lee Ho-seung
- Production : Noh Ha-jeong
  - Coproduction : Kim Tae-yang
  - Production exécutive : Son Young-hak
- Sociétés de production : Jacob Holdings et Milkyway Cinema
- Société de distribution : n/a
- Budget : 57,5 millions de wons[3]
- Pays de production :  Corée du Sud
- Langue originale : coréen
- Format : couleur
- Genre : drame, romance
- Durée : 92 minutes
- Dates de sortie :
  - Corée du Sud : 11 septembre 2023 (Festival international du film de Toronto)[1] ; 20 novembre 2024 (sortie nationale)

## Distribution
- Lee Myung-ha : la femme
- Ha Seong-guk : l'homme
- Park Bong-joon : le chef d'équipe
- Baek Seung-jin : l'ami
- Jeong Soo-ji : la petite amie

## Production

### Développement
Le 25 août 2021, lors d'un entretien au Festival du court métrage de Daegu, Kim Tae-yang déclare être en pleine préparation de son long métrage non encore intitulé à ce jour-là.
Le film s'inspire de sa passion sur « l'histoire, de la dynastie Joseon à celle de la coloniale japonaise, en passant par les années 1970-1980, et le présent » dans le quartier de Jongno, à Séoul.

Le titre provient de celui du film The Widow (미망인, Mimang-in, 1955) de Park Nam-ok qui se traduirait par « La veuve », sinon précisément, dans son véritable sens, « une femme ne pouvant pas suivre son mari jusqu'à la mort » : 

« J'ai été choqué. Je me suis demandé ce que signifierait « Mimang » sans « in » ? — En coréen, le mot sino-coréen « 인 » fait référence à une « personne ». J'ai donc cherché le mot « Mimang » sans « in », et j'ai trouvé toutes les différentes significations. J'ai donc décidé par diviser les pièces à partir de là. »

— Kim Tae-yang

### Tournage
Le tournage débute le 1er septembre 2019 à Séoul, notamment dans les quartiers de Jongno et de Gwanghwamun. Malgré les problèmes de coûts de production et la pandémie de Covid-19, les prises de vues prennent fin le 12 décembre 2022.

« Je ne pensais pas en faire un long métrage, mais, après le tournage, l'histoire d'un homme et d'une femme qui réunissent après avoir été séparés m'est venue à l'esprit, alors j'ai décidé d'en faire un long. À un moment donné, il y a eu des problèmes de coûts de production et la pandémie de Covid-19, ce qui a été difficile de reprendre des activités. Pourtant, cela a été rapidement accepté parce que j’étais déterminé à le finir. Il a fallu quatre ans pour terminer le premier acte à l'été 2019, le deuxième à l'été 2022 et le troisième en décembre 2022, et, finalement, je pense, cela s'est bien passé parce que cela a demandé beaucoup de changements, de temps et de l'espace. »

— Kim Tae-yang

## Accueil

### Festivals et sorties
Le 16 août 2023, la société Jacob Holdings annonce que Mimang est officiellement sélectionné au 48e édition du Festival international du film de Toronto, où il est projeté dans la nuit du 11 septembre 2023 dans une salle de Scotiabank Theatre. Entre autres, il est également présenté, le 2 mai 2024, en compétition officielle au Festival international du film de Jeonju et, en France, le 2 novembre 2024, au Festival du film coréen à Paris.

## Distinctions

### Récompenses
- Festival international du film de Toronto 2023 : prix NETPAC, mention honorable[11]
- Far East Film Festival 2024 : Gelso Bianco du premier long métrage pour Kim Tae-yang[12]

### Nominations
- Festival international du film de Mar del Plata 2023, en compétition officielle : Astor d'or du meilleur film[13]
- Festival international du film de Toronto 2023 : section « Discovery »[1]
- Festival du film coréen à Paris 2024 : section « Paysage »[10]

### Sélection
- Baeksang Arts Awards 2025 : meilleur espoir féminin pour Lee Myung-ha dans le rôle de la femme